# Wang Wentao

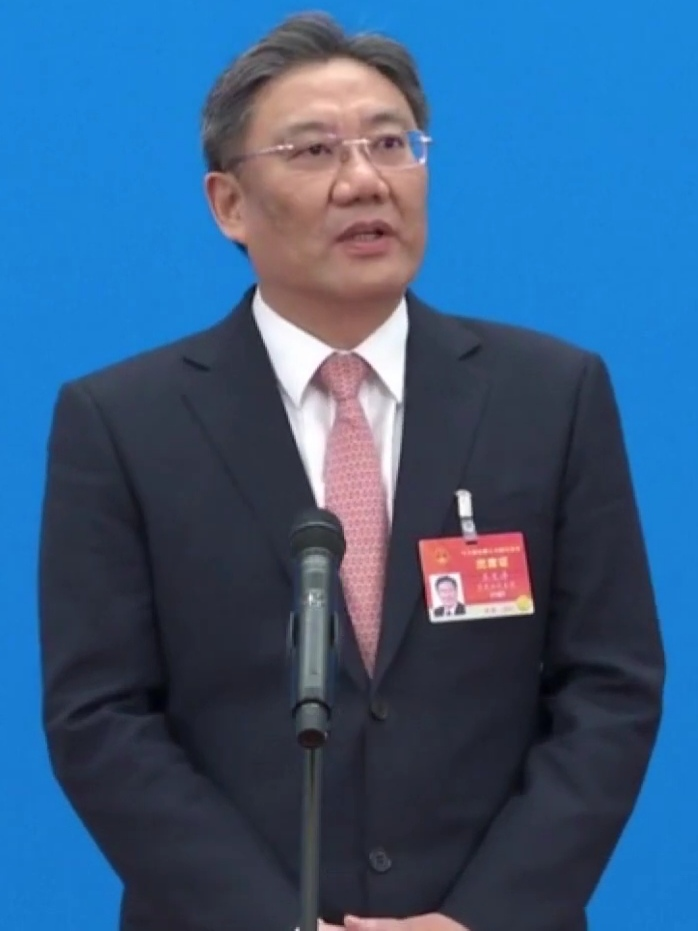
Wang Wentao

Wang Wentao (chinesisch: 王文涛; Pinyin: Wáng Wéntāo; * Mai 1964 in Nantong, Provinz Jiangsu) ist ein chinesischer Politiker, seit dem 26. Dezember 2020 Handelsminister im Staatsrat der Volksrepublik China.
Ab März 2018 war er Gouverneur der Provinz Heilongjiang. Zuvor als Sekretär der Kommunistischen Partei in der Provinz Shandong tätig.

## Leben
Wang wurde 1964 in Nantong, Provinz Jiangsu geboren. Er besuchte die Fudan-Universität in Shanghai und schloss ein Studium der Philosophie ab. Im Dezember 1994 trat er der Kommunistischen Partei Chinas bei. Nach seinem Abschluss arbeitete er als Lehrer an der Shanghaier Fachhochschule für Raumfahrttechnik (上海航天职工大学). Er war auch Leiter der dortigen Zelle des Kommunistischen Jugendverband Chinas. Ab September 1994 war er stellvertretender Leiter der Verkaufsstelle für Fotokopiergeräte der Fachhochschule, ab Mai 1997 deren Leiter sowie Assistent des Rektors der Fachhochschule. Ab März 1998 war er stellvertretender Rektor. Im Oktober 1998 wurde er Bürgermeister der damaligen Großgemeinde Wushe (五厍镇) im Stadtbezirk Songjiang in Shanghai. Als diese im Januar 2001 in die Großgemeinde Liugang (泖港镇) integriert wurde, wurde er dort als Parteichef eingesetzt. Danach war er stellvertretender Stadtteilbürgermeister von Songjiang und Leiter der dortigen Stadtplanung. Er war auch für die industrielle Entwicklung, Technologieparks und das Exportwachstum verantwortlich.
Im Januar 2005 wurde Wang nach Kunming versetzt, um stellvertretender Parteichef und dann Bürgermeister zu werden. Im Juni 2007 kehrte er nach Shanghai zurück, wo er stellvertretender Parteichef und später Stadtteilbürgermeister von Huangpu wurde. Am 23. April 2011 wurde er zum Mitglied des Ständigen Ausschusses des Politbüros des Landesverbands Jiangxi der KPCh und zum Parteichef der Provinzhauptstadt Nanchang ernannt.
Am 25. März 2015 wurde Wang  zum Mitglied des Ständigen Ausschusses des Provinzkomitee der KPCh in Shandong und zum Parteisekretär von Jinan ernannt. Er ersetzte Wang Min, der wegen Korruption entlassen wurde. Im April 2017 wurde Wang zum stellvertretenden Parteichef von Shandong ernannt. Am 26. März 2018 wurde er zum stellvertretenden Gouverneur der Provinz Heilongjiang ernannt und löste Lu Hao ab. Am 15. Mai wurde er als Gouverneur bestätigt.
Wang war stellvertretendes Mitglied des 18. und 19. Zentralkomitees der Kommunistischen Partei Chinas.
In der 24. Sitzung des Ständigen Ausschusses des 13. Nationalen Volkskongresses wurde er am 26. Dezember 2020 als Nachfolger von Zhong Shan zum Handelsminister der Volksrepublik China ernannt.